# Nado sincronizado nos Jogos Olímpicos de Verão de 2000
O nado sincronizado nos Jogos Olímpicos de Verão de 2000 foi disputado no Centro Aquático Internacional de Sydney, na Austrália. Cento e quatro competidoras disputaram as medalhas de ouro em disputa nos eventos de dueto e equipes. Em cada evento as atletas são julgadas pelos movimentos na água em notas de rotina livre e técnica, sendo atribuídos pontos.
O nado sincronizado é um dos três esportes olímpicos praticado apenas por mulheres. Os outros são o softbol e a ginástica rítmica.

## Dueto
| Pos. | País   | Atletas                         |
| ---- | ------ | ------------------------------- |
|      | Rússia | Olga Brusnikina Maria Kisseleva |
|      | Japão  | Miya Tachibana Miho Takeda      |
|      | França | Virginie Dedieu Myriam Lignot   |

## Equipes
| Ouro | Prata | Bronze |
| Rússia Elena Azarova Olga Brusnikina Maria Kisseleva Olga Novokshchenova Irina Perchina Elena Soia Yulia Vasilieva Olga Vassuoukova Elena Antonova | Japão Ayano Egami Raika Fujii Yoko Isoda Rei Jimbo MIya Tachibana Miho Takeda Yoko Yoneda Yuko Yoneda Juri Tatsumi | Canadá Lyne Beaumont Claire Carver-Dias Erin Chan Cathrine Garceau Fanny Létourneau Kristin Normand Jacinthe Taillon Reidun Tatham Jessica Chase |

## Quadro de medalhas do nado sincronizado
| Pos. | País   | Ouro | Prata | Bronze | Total |
| 1    | Rússia | 2    | 0     | 0      | 2     |
| 2    | Japão  | 0    | 2     | 0      | 2     |
| 3    | Canadá | 0    | 0     | 1      | 1     |
| 3    | França | 0    | 0     | 1      | 1     |